# Denise Wyss
Denise Wyss (* 11. September 1965 in Solothurn, Schweiz) empfing im Jahr 2000 als erste Frau in der Christkatholischen Kirche die Priesterweihe und wurde damit die erste christkatholische Priesterin der Schweiz.

## Leben
Denise Wyss wuchs in Solothurn als Angehörige der römisch-katholischen Kirche auf und legte 1984 die Matura ab. Von 1986 bis 1988 studierte sie römisch-katholische Theologie an der Universität Luzern, fühlte sich jedoch in der hierarchisch-patriarchalen Struktur der römischen Kirche immer weniger wohl. Sie nahm an Protestaktionen der feministischen Studentinnen teil, identifizierte sich jedoch nie mit der feministischen Theologie, die sie als Einschränkung empfand.
Schließlich brach sie ihr Studium ab und trat gleichzeitig aus der römisch-katholischen Kirche aus. 1990 konvertierte sie zur christkatholischen Kirche und schloss 1995 ihr Theologiestudium an der christkatholisch-theologischen Fakultät der Universität Bern ab. 1997 wurde sie in Solothurn zur Diakonin geweiht und bestand 1998 ihr praktisches Staatsexamen. Die nächsten zwei Jahre war sie Gemeindeleiterin in der christkatholischen Gemeinde Trimbach und ab 1999 Diakonin mit Gemeindeleitung in der Kirchgemeinde Baden-Brugg.
Am 19. Februar 2000 wurde sie in der Franziskanerkirche in Solothurn zur Priesterin geweiht. Das Ereignis brachte die christkatholische Kirche in die Medien wie nie zuvor. Die Hauptausgabe der Tagesschau des Schweizer Fernsehens berichtete ausführlich davon, Denise Wyss wurde in der Neuen Zürcher Zeitung, im Tages-Anzeiger und in der Sonntagszeitung ausführlich porträtiert, unter anderem berichteten die Aargauer Zeitung, die Neue Luzerner Zeitung und die Tribune de Genève von ihrer Ordination. Das Ereignis wurde von Radio Vatikan und frauennews.de erwähnt.
Nach ihrer Weihe war sie Pfarrverweserin mit Gemeindeleitung in den christkatholischen Kirchgemeinden Baden-Brugg und Aarau. 2004 trat sie aus dem Gemeindedienst zurück, um sich in Systemarbeit und Traumaheilung weiterzubilden und eine eigene Praxis als psychologisch-spirituelle Beraterin und Seminarleiterin aufzubauen. Sie blieb jedoch Mitglied des Klerus und übernahm als Priesterin Vertretungen und Kasualien.
2007 nahm sie neben ihrer Praxis wieder ein Teilzeit-Pensum als Priesterin in der Kirchgemeinde Obermumpf-Wallbach auf, seit 1. November 2008 ist sie zusätzlich Pfarrerin in der Kirchgemeinde Laufen. Seit Juli 2014 hat sie neben dem Pfarramt von Laufen auch das Pfarramt der Christkatholischen Kirchgemeinde Baselland übernommen.
Denise Wyss ist seit ihrer Priesterweihe die bekannteste Amtsträgerin der christkatholischen Kirche in der Schweiz. Sie wird beispielsweise besonders erwähnt, wenn sie im Rahmen ökumenischer Gottesdienste predigt und im Grossen Rat des Kantons Bern zitiert und sogar in einem Peruanischen Monatsblatt erwähnt.